# Straight Clark
Pour les articles homonymes, voir Clark.
Straight Clark, né le 10 février 1925 à Des Moines et mort le 10 février 1995 à Haverford, est un joueur de tennis américain.
Classé 23e joueur américain, il crée la surprise en enlevant le tournoi de Monte Carlo en 1951 contre Frederick Kovaleski (1-6, 6-4, 6-4, 1-6, 10-8) pour sa première sortie sur le continent européen.
En 1952, il est huitième de finaliste à Wimbledon et quart de finaliste des Championnats des États-Unis. Il compte une sélection en finale de la Coupe Davis 1952 face à l'Australie et a disputé cinq matchs dans la compétition entre 1953 et 1954.
Dans le civil, il a été directeur du John Wanamaker Department Store.

## Palmarès

### Titres
- Middle Atlantic Grass Courts en 1950 contre Gil J. Shea
- South Florida en 1950 contre Tony Vincent
- Kingston International Invitation en 1951 contre Jacques Grigry
- Tournoi de Monte Carlo en 1951 contre Frederick Kovaleski
- Priory Club en 1951 contre Harold Burrows
- West of England Championships en 1951 contre Harold Burrows
- Western India Championships en 1952 contre Władysław Skonecki
- Wiesbaden Championships en 1952 contre Horst Hermann
- Masters de Cincinnati en 1954 contre Sammy Giammalva
- Philadelphia Indoors en 1956 contre Harry Hoffmann Sr.
- Water Tower TC Hard Courts en 1956 contre Richard C. Sorlein
- Adirondack Invitation en 1957 contre Paul L. Cranis
- Philadelphia Indoors en 1958 contre Harry Hoffmann Sr.

### Finales perdues
- Cuban Championships en 1951 contre Bill Talbert
- US National Indoor Championships (en) en 1951 contre Bill Talbert
- Coral Beach Club Invitation en 1951 contre Vic Seixas
- Tournoi de Nice en 1951 contre Sven Davidson
- Pennsylvania Lawn Tennis Championships (en) en 1951 contre Vic Seixas
- Priory Club en 1952 contre Dick Savitt
- Pennsylvania Lawn Tennis Championships (en) en 1952 contre Vic Seixas
- Middle Atlantic Grass Courts en 1952 contre Dick Savitt
- Newport Casino Invitational (en) en 1954 contre Hamilton Richardson
- Cavalier Invitation en 1960 contre Al Driscole
- Cavalier Invitation en 1961 contre Norman J. Perry